# 艾哈迈德·塞努西

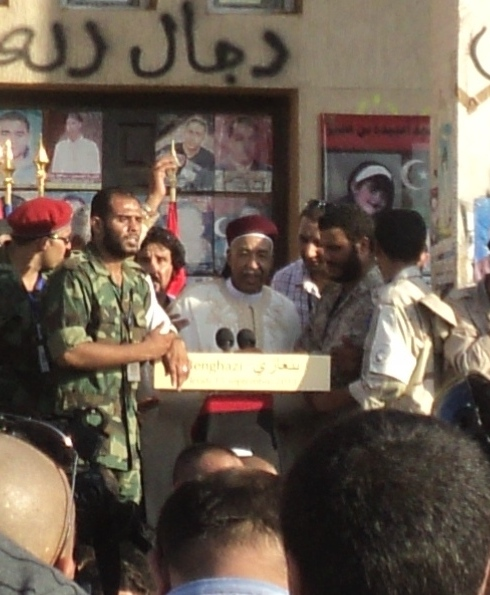
2011年9月15日，艾哈迈德·塞努西（中）在班加西出席活动

艾哈迈德·塞努西（阿拉伯語：أحمد الزبير الشريف；1934年—），利比亚政治人物，曾任利比亚全国过渡委员会委员，负责处理政治犯事务。

## 生平
他是前利比亚国王伊德里斯一世最年长的侄子。1953年，他毕业于伊拉克军事学院。1961年他与Fatilah结婚。
1970年，他曾计划推翻刚于1969年通过政变上台的卡扎菲的统治：他与兄弟们和支持者们试图寻找一条在卡扎菲下台后或实行君主立宪制或实行共和制的道路。1970年他被捕后判处死刑，不过于1988年又增加了一个13年的监禁。在前九年里他被单独囚禁并经常遭受酷刑。他公开表示所受的折磨包括被使用木棍频繁殴打，手脚被吊，几乎被淹死以及脚步受重伤。在结束单独囚禁后，他在狱中结识了许多其他犯人，其中包括欧玛尔·哈利利。1984年被转至Abu Salim监狱，在那里他得知他的妻子在他被俘期间已经去世。在卡扎菲上台的第32周年即2001年，他获得赦免。截止2001年被释放他一共被关押31年，成为利比亚现代囚禁时间最长的犯人。
2011年示威爆发后，他作为一位前王朝时期的重要代表人物，加入了过渡委员会并负责处理政治犯事务。
2011年10月27日，他与其他4人被欧洲议会授予萨哈罗夫奖，以表彰他们为争取本国自由和人权所做的贡献。